# Cerco de Constantinopla (821–823)
O Cerco de Constantinopla de 821-823 foi um dos dos episódios mais relevantes da chamada revolta de Tomás, o Eslavo. Este era um alto comandante militar bizantino, que se proclamou imperador, contestando a legitimidade de Miguel II, o Amoriano, que subiu ao trono em 25 de dezembro de 820 após os seus partidários terem assassinado o imperador Leão V, o Arménio.
Os preparativos do cerco foram iniciados no verão de 821 e as primeiras tropas e marinha de Tomás chegaram aos arredores da cidade em outubro ou novembro desse ano, começando por ocupar parte do Corno de Ouro, o estuário a norte da cidade. Tomás chegou em dezembro e, depois de tomar as localidades em volta da capital, atacou em três frentes sem qualquer sucesso, apesar da superioridade numérica,[a] o que levou os sitiantes a suspenderam os combates até à primavera de 822. Quando os assaltos foram retomados, mais uma vez os atacantes foram derrotados, tanto em terra como principalmente no mar, onde a marinha de Tomás foi desbaratada, tendo as tripulações fugido para terra.
Apesar da vinda das armadas dos temas marítimos da Grécia em apoio de Tomás, um novo ataque em larga escala fracassou, ficando Tomás novamente quase sem marinha e perdendo o controlo do mar, apesar de continuar o cerco em terra. Entretanto, Miguel pediu ajuda ao czar búlgaro Omurtague da Bulgária, o qual invadiu a Trácia em novembro de 822 ou na primavera de 823, e avançou para Constantinopla. Tomás foi ao encontro dos búlgaros com o seu exército. O recontro dos dois exércitos deu-se na Batalha de Cedúcto, travada numa planície perto de Heracleia Perinto (atual Marmara Ereğlisi, na província de Tekirdağ), cujo resultado é incerto, pois segundo algumas fontes Tomás teria «matado muitos búlgaros» mas acabaria derrotado, mas ao mesmo tempo não há quaisquer indícios de atividade dos búlgaros depois da batalha, o que leva a maior parte dos historiadores modernos que consideram que Tomás saiu vitorioso.
Tomás não foi capaz de retomar o cerco, provavelmente devido às pesadas baixas frente aos búlgaros e também porque o restava da sua frota, que tinha ficado no Corno de Ouro, rendeu-se a Miguel durante a sua ausência. Depois de bloquear as cidades onde os apoiantes de Tomás se refugiaram, Miguel acabou por capturar e executar Tomás em abril de 823 em Arcadiópolis, após um longo cerco, que obrigou os sitiados a comer cavalos famintos e as suas peles.